# Commiphora
Commiphora Jacq. è un genere di piante angiosperme dicotiledoni della famiglia Burseraceae. Include oltre 180 specie di alberi e arbusti, spesso spinosi, native di America del sud, Africa, penisola arabica e del subcontinente indiano.

## Tassonomia
Il genere comprende oltre 180 specie tra cui:
- Commiphora africana (A. Rich.) Engl.
- Commiphora angolensis Engl.
- Commiphora boranensis Vollesen
- Commiphora caudata (Wight & Arn.) Engl.
- Commiphora corrugata J.B. Gillett & Vollesen
- Commiphora gileadensis (L.) C.Chr.
- Commiphora kataf (Forssk.) Engl.
- Commiphora madagascariensis Jacq.
- Commiphora mossambicensis (Oliv.) Engl.
- Commiphora myrrha (T.Nees) Engl.
- Commiphora neglecta I.Verd.
- Commiphora schimperi (O.Berg) Engl.
- Commiphora stocksiana (Engl.) Engl.
- Commiphora wightii (Arn.) Bhandari

## Usi
Da molte di queste specie si estraggono fragranti resine usate per la produzione di incensi, profumi, e balsami, tra cui la mirra (da Commiphora myrrha)  e il balsamo della Mecca (da C. gileadensis).